# رضیه سلطانه
رضیه سلطانه (انگلیسی: Razia Sultana) دختر ایلتتمش بود و در بدائون متولد شد. او تنها پادشاه زن سلطنت دهلی و اولین پادشاه زن مسلمانان بود و از این جهت معروف است.

## نگارخانه

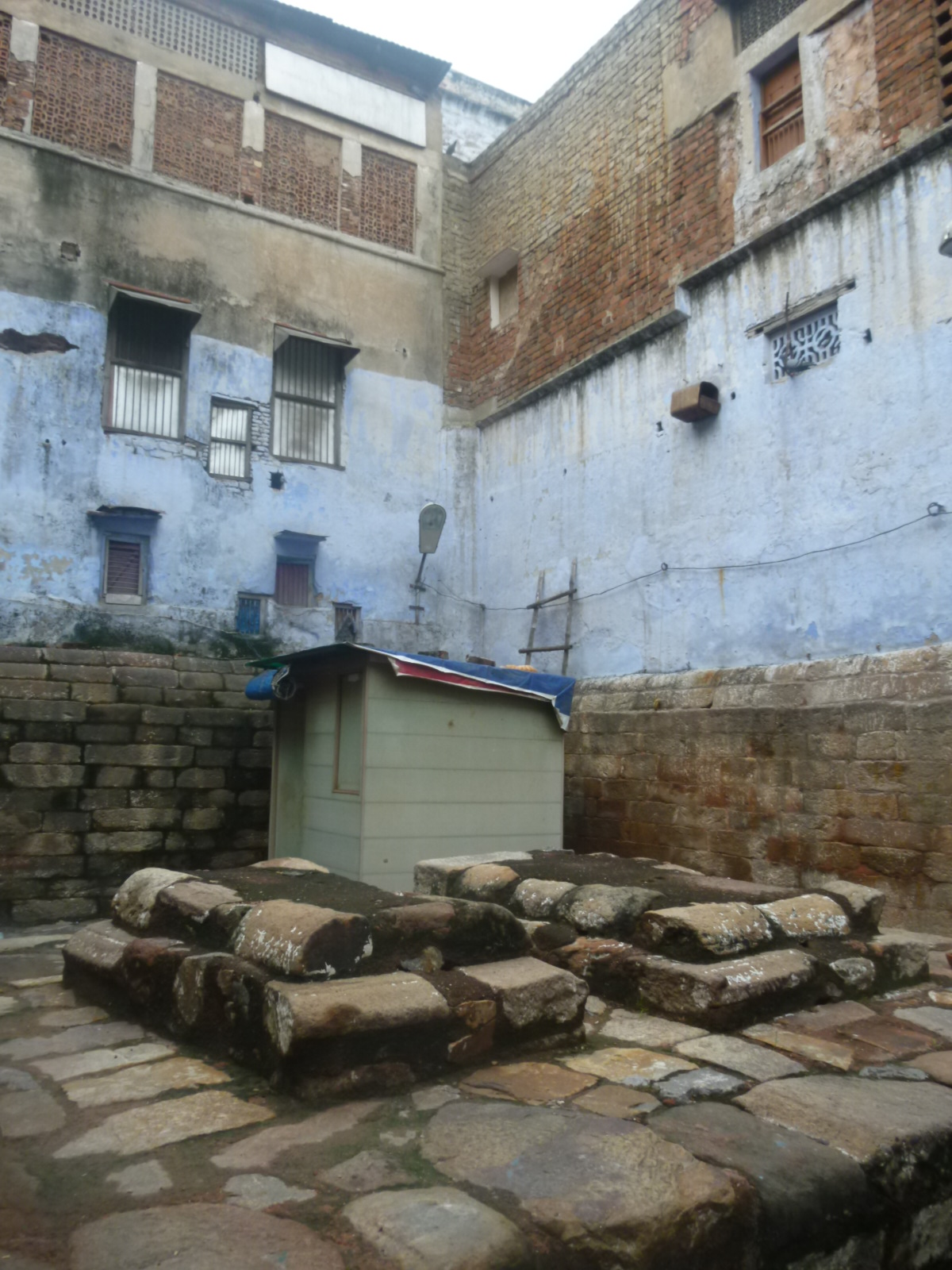
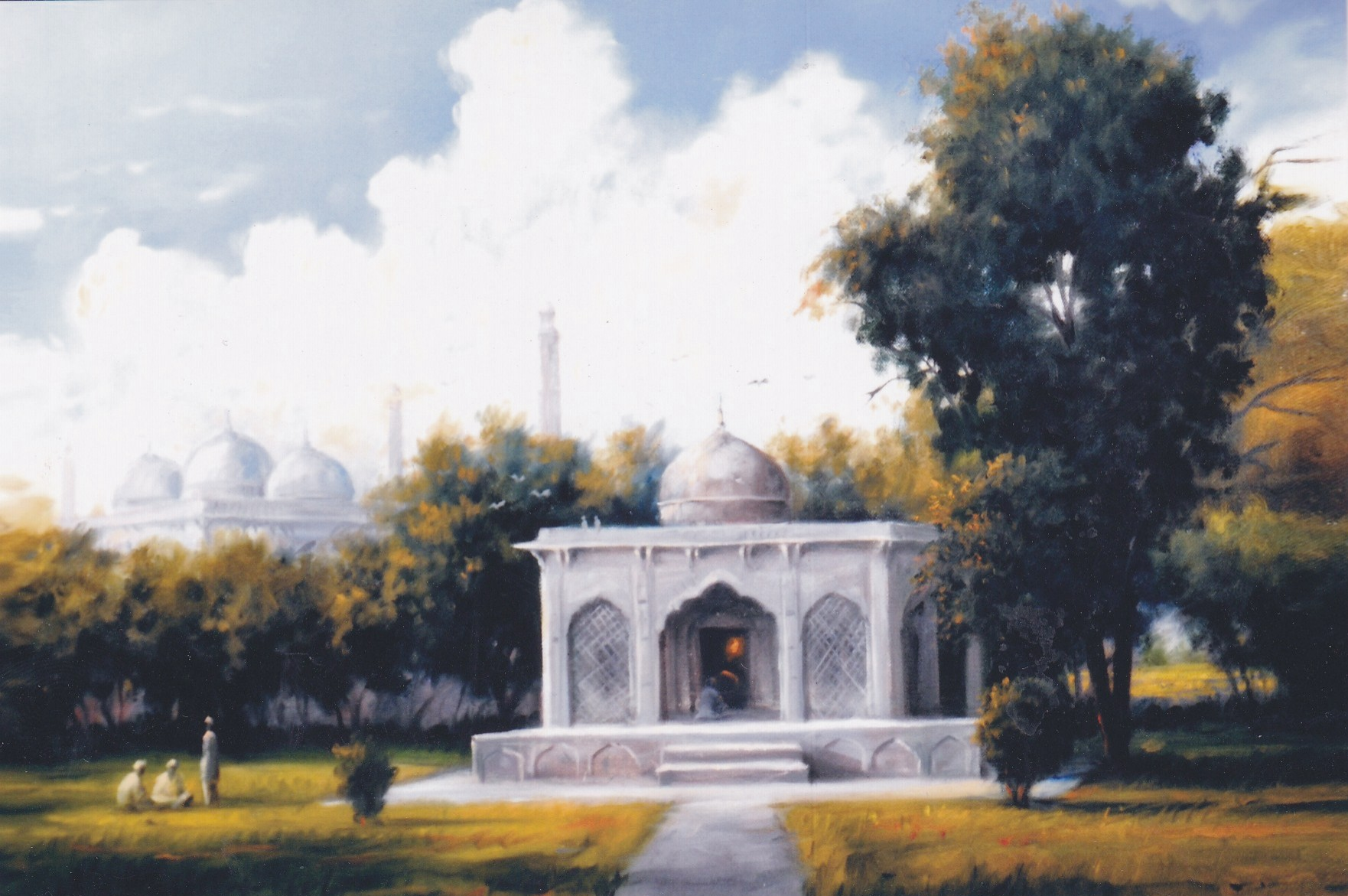